# 2022年福岡市長選挙
2022年福岡市長選挙（2022ねんふくおかしちょうせんきょ）は2022年11月20日に投開票が行われた福岡市長を選出するための選挙。

## 概要
現職の髙島宗一郎の任期満了（期日：2022年12月5日）に伴い執行。
従来の期日前投票所に加えて以下の商業施設4か所に期日前投票所が設置された。
- イオンモール香椎浜 - 東区
- ららぽーと福岡 - 博多区、南区
- イオンスタイル笹丘 - 中央区、城南区
- 木の葉モール橋本 - 早良区、西区

設置期間はららぽーと福岡が11月15日より、それ以外は11月12日より11月19日まで。

## 選挙日程
- 告示日 - 2022年11月6日
- 投開票日 - 2022年11月20日

## 立候補者
立候補届け出順、年齢は投開票日時点。
| 氏名                                 | 年齢 | 党派   | 現元新 | 職業・肩書                                  | ホームページ                                                 |
| ------------------------------------ | ---- | ------ | ------ | ------------------------------------------- | ------------------------------------------------------------ |
| 髙島宗一郎 （たかしま そういちろう） | 48   | 無所属 | 現     | 福岡市長（現職） 元九州朝日放送アナウンサー | 福岡市長 高島 (髙島) 宗一郎公式サイト                        |
| 熊丸英治 （くままる えいじ）         | 53   | 無所属 | 新     | 不動産賃貸会社社員                          |                                                              |
| 田中慎介 （たなか しんすけ）         | 44   | 無所属 | 新     | 前福岡市議会議員                            | 【田中しんすけ公式サイト】福岡市議会議員（中央区）立憲民主党 |

### 立候補が取り沙汰された人物
- 片山純子 - 市民連合ふくおか事務局長
  - 市民団体などで作る「福岡市から政治をかえる会」が候補者に内定したが[2]、野党系候補を田中に一本化するため内定を取り下げた[3]。

## 政党・団体の対応
- 高島は自由民主党・公明党の市議会会派から推薦を受けた。
- 田中は立憲民主党・国民民主党・社会民主党・連合福岡から推薦を受けたほか、日本共産党が支援した。
- 熊丸は過去複数回NHK党から国政選挙へ立候補したが、同党を含めた政党・団体の推薦を受けなかった。

## タイムライン
2022年
- 8月22日 - 熊丸が会見で立候補を表明[4]。
- 9月20日 - 田中が会見で立候補を表明[5]。
- 10月11日 - 現職の髙島が4選を目指し立候補を表明[6]。

## 選挙結果
※当日有権者数：1,282,582人 最終投票率：34.31%（前回比：+2.89pts）
| 候補者名   | 年齢 | 所属党派 | 新旧別 | 得票数    | 得票率 | 推薦・支持                             |
| ---------- | ---- | -------- | ------ | --------- | ------ | -------------------------------------- |
| 髙島宗一郎 | 48   | 無所属   | 現     | 329,606票 | 75.70% |                                        |
| 田中慎介   | 44   | 無所属   | 新     | 96,408票  | 22.14% | 立憲民主党・国民民主党・社会民主党推薦 |
| 熊丸英治   | 53   | 無所属   | 新     | 9,423票   | 2.16%  |                                        |

| 区     | 髙島宗一郎 | 髙島宗一郎 | 田中慎介 | 田中慎介 | 熊丸英治 | 熊丸英治 |
| 区     | 得票       | %          | 得票     | %        | 得票     | %        |
| ------ | ---------- | ---------- | -------- | -------- | -------- | -------- |
| 合計   | 329,606    | 75.70%     | 96,408   | 22.14%   | 9,423    | 2.16%    |
| 東区   | 68,966     | 77.09%     | 18,621   | 20.81%   | 1,880    | 2.10%    |
| 博多区 | 43,819     | 79.96%     | 9,656    | 17.62%   | 1,325    | 2.42%    |
| 中央区 | 39,261     | 72.48%     | 13,702   | 25.30%   | 1,205    | 2.22%    |
| 南区   | 53,696     | 74.62%     | 16,788   | 23.33%   | 1,477    | 2.05%    |
| 城南区 | 28,048     | 73.38%     | 9,340    | 24.43%   | 836      | 2.19%    |
| 早良区 | 48,818     | 74.80%     | 14,996   | 22.98%   | 1,454    | 2.23%    |
| 西区   | 46,998     | 76.36%     | 13,305   | 21.62%   | 1,246    | 2.02%    |

## 備考・出典
1. ↑  福岡市長選挙において商業施設に期日前投票所を設置します - 福岡市、2022年9月20日
2. ↑  “福岡市長選　片山純子氏内定　市民団体候補者　／福岡”. 毎日新聞. (2022年9月27日) 2022年10月9日閲覧。{{cite news}}:  CS1メンテナンス: 先頭の0を省略したymd形式の日付 (カテゴリ)
3. ↑  “福岡市長選　野党系候補一本化の方針決まる　投開票は１１月２０日　福岡市”. テレビ西日本. (2022年10月8日) 2022年10月9日閲覧。{{cite news}}:  CS1メンテナンス: 先頭の0を省略したymd形式の日付 (カテゴリ)
4. ↑  “福岡市長選、新人の熊丸英治氏が出馬表明”. 西日本新聞. (2022年8月23日) 2022年9月16日閲覧。{{cite news}}:  CS1メンテナンス: 先頭の0を省略したymd形式の日付 (カテゴリ)
5. ↑  “福岡市長選　田中元市議が出馬表明　「今の市政は市民を全く向いていない」　１１月２０日投開票”. テレビ西日本. (2022年9月20日) 2022年9月27日閲覧。{{cite news}}:  CS1メンテナンス: 先頭の0を省略したymd形式の日付 (カテゴリ)
6. ↑  “高島氏、福岡市長選に4選目指し出馬表明”. 日本経済新聞. (2022年10月11日) 2022年10月11日閲覧。
7. ↑  福岡市長選｜地方選挙｜NHK選挙WEB